# Showgirl (album)
A Showgirl Kylie Minogue ausztrál énekesnő második koncertalbuma. 2005. december 12-én jelent meg.

## Számlista
|    | Cím                                         | Hossz |
| -- | ------------------------------------------- | ----- |
| 1. | Better the Devil You Know                   | 3:48  |
| 2. | What Do I Have to Do                        | 2:36  |
| 3. | Spinning Around                             | 3:08  |
| 4. | Slow                                        | 3:26  |
| 5. | Red Blooded Woman/Where the Wild Roses Grow | 4:47  |
| 6. | I Believe in You                            | 3:25  |
| 7. | Can’t Get You out of My Head                | 5:00  |
| 8. | Love at First Sight                         | 6:07  |

## Külső hivatkozások
- Kylie Minogue hivatalos honlapja (angol nyelven)